# オズマウォーズ
『オズマウォーズ』 (Ozma Wars) はロジテックにより開発、1979年に新日本企画（後のSNK）により発売された、アーケードゲーム式コンピュータゲーム。ジャンルはシューティングゲームである。
『スペースインベーダー』のアーケードゲーム基板を流用したゲームだが、その中では従来と違うゲーム要素を盛り込んだ、比較的完成度の高いゲームであり、当時は長時間遊ぶプレイヤーの姿が見られた。
新日本企画はタイトーより『スペースインベーダー』のライセンス生産を受けた時点で、単に『インベーダー』と同じゲームを出しただけでなく、筐体やインストラクションカードまでタイトーと全く同じデザインとなり、本作自体タイトーにもライセンスされている。
ゲーム基板はタイトーの『スペースインベーダー』カラー基板(タイトー純正版もしくはタイトー刻印が無く横にSNKのシールが貼られたもの)に独自の音声サブボードを乗せ追加配線した形となっており、この子基板に追加搭載されたCSG(SN76477)により特徴的な進撃音が実現されている。なお、海賊版ではモノクロ版ベースのもの、サウンドが『スペースインベーダー』の流用のものなどが出回った。

## 登場キャラクター
- ビーム砲(自機)
- オズマ(敵キャラクター)
- 宇宙船

## 演出等
- 本作の最大の特徴は、登場する敵であるオズマの種類が多彩な事で、同時期に発売されたゲームの中ではトップクラスと言える。
- この「上から流れてくる多数の敵を撃って撃破しつつ、ボスキャラクターを倒して次の面に進む」という内容は、1983年に登場した『ゼビウス』の要素を先取りしている。
- 敵の発射する弾は、『インベーダー』のような小型の線状弾と、唐草模様のような大型弾の2種類が存在する。
- 敵の点数は状況により変化するため、撃破すると画面上部に点数が表示される。

### 宇宙船
ゲーム開始時、およびボスキャラクター撃破後に登場。『宇宙戦艦ヤマト』似の宇宙船が、サイレンのような効果音と共に右上から現れる（新日本企画におけるヤマト似の宇宙船は、本作より前に『ブロックくずし』のアレンジゲーム『マイコンキット2 宇宙戦艦ヤマト』にも登場している）。(インベーダー音流用のものでは四段階の音階こそ同じだが、「インベーダー歩行音」を使った低い音になっている)
なおゲーム開始時に射撃ボタンを連射していると、一発だけ宇宙船に発射することができる裏技があるが、弾自体は宇宙船をすり抜けるだけである。
宇宙船が画面中央に来るとビームが発射され、自機が中央にいればエネルギーが補給される。自機が少しでもずれた位置にいると、宇宙船は勝手にビームを発射するが補給にはならず、プレイヤーが自機を動かして補給するまで多少の損となる。
当時のアーケードゲームは『インベーダー』の影響により「3回ミスしたらゲームオーバー、一定得点で1機追加」がほとんどだったが、本作はエネルギー制という新しい概念を採用したことも大きな特徴である。ゲーム開始時には15,000ユニット、宇宙船からの補給後は29,990与えられ、これはゲーム中に徐々に減っていく。
敵や敵の弾に当たると自機がしびれ、エネルギーが急激に失われていく。ミスをしてもうエネルギーがマイナスになるとわかっている時は、自機がしびれエネルギーが失われてゼロになると爆発するのでなく、即ゲームオーバーとなる。ミスでなくゲーム中にエネルギーがゼロとなった場合は、突然ゲームオーバーとなる。
毎回宇宙船から補給を受けると徐々にエネルギーが増え、ミスせず長期間プレイすれば、数回ミスしてもゲームオーバーにならないほどためる事が可能。

### UFO
本作のメインとも言える雑魚キャラクター。撃つと100〜500点。効果音は高周波のような一定音で、UFOが追加登場すると音が高くなる場合もある。(インベーダー音流用のものでは「UFO飛行音」。)
多くのキャラクターデザインとパターン（移動・攻撃方法）を持つが、1つのキャラクターデザインに一つのパターンが対応するのでなく、一つのキャラクターデザインが複数のパターンに使いまわされている。キャラクターデザインの種類としては顔のような姿、丸い姿、突起を生やした姿など。パターンとしては
- METEOと共に現れる
- 徐々に大きくなる
- 細くなったり太くなる
- 点滅しつつ現れ、消えているときは弾が当たらない
- 最上部に親機がおり、親機が撃破されるまで子機を放出し続ける
- 撃ったUFOが分裂する
- 画面下部で固定したまま弾を発射し続ける

などが存在する。一番厄介なのは最後のパターンであり、規則的だが非常に細かい間隔で弾を発射するので、熟練したプレイヤーでなければ一回どころか、複数回被弾する事も珍しくない。

### METEO
横五列で転がってくる、自ら攻撃はせず、撃つと50-70点。移動音と迎撃音はUFOよりコミカルになっている。一番後列にはUFOがついてくる。パターンは一種類しかなく、UFOに比べ印象は薄い。ネーミングは当時のSF映画・パニック映画『メテオ』より。（インベーダー音流用のものではMETEO移動音・破壊音とも下記のUFOと同じ音）。

### METEO(彗星)とUFO(ボス)
METEO(彗星)はUFO(ボス)の一つ前に登場する敵で、右上から画面中央に降ってくる彗星だが、弾は出さない。(インベーダー音流用のものでは「UFO命中音」)
METEOを撃破するとその位置からボスキャラクターのUFO(ボス)が登場。回転する樽のような姿で、大量の通常弾及び誘導弾を撃ちながら画面を左右往復する。破壊すると1面クリアで、ゲーム進行は宇宙船のエネルギー補給に戻る。(インベーダー音流用ののものでは「UFO飛行音」)
なお撃破されたUFO(ボス)が画面に残ったままになるバグがよく発生し、その場合は宇宙船のサイレン音が少し寸詰まりになる。

## 関連作品
- アトムスマッシャー - 本作の続編。ただしゲーム内容は大幅に変わっており、画面中央に出る巨大要塞の周囲を動く、隕石や宇宙船を撃ち落とすというもの。新日本企画がインベーダー基板流用で出した最後のゲームで、この後の『サスケvsコマンダー』からは独自基板となっている。
- Space Phantoms - 海外のZilec社の製造で、いわゆる「キャラクターデザインを変えたコピーゲーム」。自機は天使、宇宙船は西洋式の六角棺桶、敵は顔つきの妖怪と、西洋式オカルトがモチーフになっている。